# Zoungou (département)
Pour les articles homonymes, voir Zoungou.
Cet article concerne le département et la commune rurale. Pour le village chef-lieu, voir Zoungou (Zoungou).
Zoungou est un département et une commune rurale de la province du Ganzourgou, situé dans la région du Plateau-Central au Burkina Faso.

## Géographie

### Démographie
- En 2006, le département comptait 29 753 habitants estimés[2].
- En 2006, le département comptait 29 932 habitants recensés[1].
- En 2019, le département comptait 43 038 habitants recensés[3].

## Administration

### Chef-lieu et préfecture
Le village de Zoungou est le chef-lieu du département, administrativement dirigé par un préfet nommé par le gouvernement pour représenter localement l’État burkinabé. Sous l’autorité du haut-commissaire de la province et du gouverneur de la région, il organise les services déconcentrés de l’État, il prend en charge la gestion des espaces ruraux non urbanisés qui ne sont pas encore de compétence communale, ainsi que la concertation avec les autres collectivités voisine de la province ou la région, notamment pour les infrastructures et la protection de l'environnement et de la sécurité publique.
| Période | Période  | Identité | Fonction précédente | Observation |
| ------- | -------- | -------- | ------------------- | ----------- |
|         | En cours |          |                     |             |

### Mairie
| Période                                  | Période | Identité | Étiquette | Qualité |
| ---------------------------------------- | ------- | -------- | --------- | ------- |
|                                          |         |          |           |         |
| Les données manquantes sont à compléter. |         |          |           |         |

### Villages
Le département et la commune rurale de Zoungou est administrativement composé de vingt-cinq villages, dont le village chef-lieu homonyme (données de population du recensement général de 2006) :
- Badnogo	(355 habitants)
- Bitoungou (689 habitants)
- Dakaongo (690 habitants)
- Darsalam (951 habitants)
- Gandaogo (2 427 habitants)
- Goghin (343 habitants)
- Kuilkanda (1 744 habitants)
- Kuilmasga (1 195 habitants)
- Nobtenga (697 habitants)
- Ouavoussé (1 258 habitants)
- Paspanga (910 habitants)
- Ramatoulaye (590 habitants)
- Silmiougou (1 066 habitants)
- Tameswéoghin (1 172 habitants)
- Tamidou (808 habitants)
- Tanghin (1 233 habitants)
- Tansèga (2 330 habitants)
- Taonsghin (1 079 habitants)
- Toéssin (706 habitants)
- Waada (2 958 habitants)
- Wemyaoghin (1 349 habitants)
- Yamganghin (1 085 habitants)
- Zantonré (1 078 habitants)
- Zorbimba (1 730 habitants)
- Zoungou (1 489 habitants), chef-lieu

## Santé et éducation
Le département accueille quatre centres de santé et de promotion sociale (CSPS) à Gandaogo, Paspanga, Zoungou et Waada. Le centre médial avec antenne chirurgicale (CMA) le plus proche est situé à Zorgho. La région ne disposait pas encore (en 2010) de centre hospitalier régional (CHR) et le plus proche est le centre hospitalier universitaire (CHU) et pédiatrique Charles-de-Gaulle à Ouagadougou.